# Großkochberg – Garten der öffentlichen Landschaft
Großkochberg – Garten der öffentlichen Landschaft ist ein Dokumentarfilm des DEFA-Studios für Dokumentarfilme von Jürgen Böttcher aus dem Jahr 1977.

## Handlung
Großkochberg befindet sich etwa 30 km südlich von Weimar und war der ehemalige Landsitz der Familie von Stein. Dieser erlangte Berühmtheit durch Goethes Liebe zu Charlotte von Stein und dessen häufige Besuche zwischen 1776 und 1786. Der Park und die Parkarchitekturen wurden in der zweiten Hälfte des 20. Jahrhunderts umfassend rekonstruiert und mit dem zur Gedenkstätte umgestalteten Schloss Kochberg, am 24. Mai 1975 feierlich der Öffentlichkeit übergeben.
Zur Einweihungsfeier tragen Studenten der Hochschule für Musik Franz Liszt Weimar eine Opernaufführung des Barbier von Sevilla von Giovanni Paisiello vor. Anhand von alten Stichen und Bildern erfährt der Zuschauer mehr über die Beziehung zwischen Goethe und Charlotte von Stein, ergänzt durch zahlreiche Zitate aus seinen Briefen an sie. Gezeigt werden Aufnahmen von den Vorbereitungen der Musiker, dem Eintreffen der Gäste, der Opernaufführung und der Verköstigung der anwesenden Besucher im Garten des Schlosses.

## Produktion
Großkochberg – Garten der öffentlichen Landschaft wurde unter dem Arbeitstitel Festkonzert aus Anlass der Feierlichkeiten 1000 Jahre Weimar auf ORWO-Color gedreht und hatte am 15. Juli 1977 seine Uraufführung. Im Fernsehen der DDR wurde der Film am 27. August 1979 im 1. Programm gesendet.